# Ранние миграции человека
Эволюция рода Homo в основном происходила в Африке. Первым покинул Африку и заселил юг Евразии Homo erectus, миграции которого начались около 2 млн лет назад. За экспансией Homo erectus последовала экспансия его потомков: гейдельбергского человека, неандертальцев, денисовцев. Последние генетические и археологические исследования свидетельствуют, что расселение человека современного типа из Африки на Ближний Восток происходило, как минимум, двумя волнами: первые люди проникли туда 120—130 тыс. лет назад, вторая волна переселенцев датируется периодом около 60 тыс. лет назад. Отсюда люди современного типа направились сначала на восток и около 70 тыс. лет назад заселили Юго-Восточную Азию, вытеснив либо частично смешавшись с предыдущими волнами архаических людей, достигнув Австралии около 55 тыс. лет назад. Это было их первое проникновение в земли, где ранее человек ещё не бывал, даже если речь идёт о широко распространившемся Homo erectus. Сибирь, Дальний Восток и Европа были заселены H. sapiens постепенно, с юга на север, северо-восток и северо-запад, от 45 до 10 тыс. лет назад. Относительно дат первого заселения человеком Америки до сих пор идут споры. По последним оценкам, считается, что человек проник через Берингию на территорию современной Аляски около 22 тыс. лет назад, остальную территорию Северной и Южной Америки смог быстро заселить 15 тыс лет назад, после отступления ледников на Аляске. Неравномерно по времени происходил процесс заселения Океании: остров Новая Гвинея и близлежащие острова Меланезии были, предположительно, заселены выходцами из Юго-Восточной Азии, приплывшими на каноэ примерно 30—50 тысяч лет назад; около 2—4 тысяч лет назад была заселена большая часть Микронезии и Полинезии; процесс колонизации закончился примерно в 1200 году нашей эры. Мадагаскар и Новая Зеландия оставались незаселёнными до начала новой эры. Антарктида, несмотря на попытку колонизации, не имеет постоянного населения до настоящего времени, за исключением персонала полярных станций.
Начиная с 1980-х годов, изучению ранних миграций человека способствуют успехи археогенетики.

## ДоHomo sapiens
Ранние виды рода Homo, H. ergaster, H. erectus первыми мигрировали из Африки около 1,9 млн лет назад. Фактически даты распространения H.ergaster из Африки совпадают с моментом его появления как вида и окончательным переходом людей к передвижению на двух ногах. Это произошло всего через 500 тыс. лет после появления рода Homo как такового, когда обезьянолюди впервые научились изготавливать примитивные орудия труда Олдувайской культуры. В частности, в Грузии (Дманиси) эректусы появились более 1,7 млн лет назад.
Остров Ява в Индонезии был заселён местной разновидностью эректуса около 1,7 млн лет назад (см. Питекантроп), а Китай синантропами — более миллиона лет назад. В Западной Европе Homo antecessor появились около 1,2 млн лет назад, H. heidelbergensis — около 800 тыс. лет назад. Предполагают даже, что Homo erectus умел строить плоты и пересекать проливы между островами шириной в десятки километров, но эта гипотеза поддерживается не всеми учёными. Орангутаны, также мигрировавшие из Африки, достигли Юго-Восточной Азии на 15 млн лет раньше людей. Homo erectus почти не выходили за пределы тропического и субтропического поясов.
750 тыс. лет назад предки неандертальцев и денисовцев отделились от линии, ведущей к анатомически современным людям, вышли из Африки и распространились по Евразии в начале среднего плейстоцена, пережили бутылочное горлышко в сокращении численности населения, возможно, скрестились с евразийцами из предыдущих волн «суперархаической» популяции гоминин, в значительной степени заменили их и разделились на восточные и западные группы населения — денисовцев (Denisovans) и неандертальцев (Neanderthals) около 500 тыс. лет назад. Возможно, неандертальцы и денисовцы получили генный поток от двух разных «суперархаических» популяций. Неандертальцы и денисовцы уже широко использовали огонь для обогрева и приготовления пищи, поэтому сумели распространиться и в регионы с зимними отрицательными температурами.

## РанниеHomo sapiensв Африке
В настоящее время научное сообщество придерживается теории африканского происхождения человека, согласно которой Homo sapiens появился на Юго-Востоке Африки около 200 тыс. лет назад и расселился оттуда по всей планете. Концепции африканского происхождения противопоставляется ныне маргинальная гипотеза мультирегионального происхождения, предпoлагающая, что Homo erectus превратился в Homo sapiens в различных точках земного шара независимо.
Поскольку митохондриальная ДНК (мтДНК) наследуется только по материнской линии, путём сравнения её последовательности можно определять сравнительное родство людей по их близости к гипотетической «митохондриальной Еве», прародительнице вида Homo sapiens.
Алан Уилсон изучил мтДНК людей различного происхождения и по количеству различий в нуклеотидной последовательности мтДНК он определил степень родства различных групп людей и построил родословное древо человечества. Самая ранняя точка ветвления на этом древе отделяет группу африканцев от остальных людей — по современным данным это произошло 137±15 тыс. лет назад.
Таким образом, по оценке «молекулярно-биологических часов», Ева проживала в Африке 120—150 тыс. лет назад, что приблизительно соответствует возрасту человека Идалту из Эфиопии. Около 80—100 тыс. лет назад началось расселение предковой популяции Homo sapiens. Носители митохондриальной гаплогруппы L1, предки койсанских народов Африки, переселились на юг, а носители гаплогруппы L2, предки пигмеев, а также народов, говорящих на нило-сахарских и нигеро-конголезских языках, — на запад.
Время появления Y-хромосомного Адама по оценке на 2016 год — 275 тыс. лет назад (95 % доверительный интервал: 245—304 тыс. лет назад).

## РасселениеHomo sapiensв Азии и Австралии
Носители митохондриальной гаплогруппы L3 остались в восточной Африке и позже начали расселяться в Евразию. Предполагается, что небольшая группа этих людей около 80 тыс. лет назад, когда началась последняя ледниковая эпоха и уровень моря опускался, пересекла Красное море и поселилась в Аравии. Ширина Баб-эль-Мандебского пролива и в наше время составляет всего 20 км, а в ледниковую эпоху уровень моря мог быть ниже на 70 м. Судя по ископаемым останкам, значительную часть рациона переселенцев составляли моллюски, обитающие на мелководье. Поэтому они должны были хорошо плавать, возможно, имели какие-то плавательные средства и были заинтересованы в поиске новых береговых отмелей.
Согласно теории прибрежных миграций, человек первоначально расселялся из Африки на восток вдоль побережья.
Такое береговое расселение в дальнейшем привело людей, подобных современным веддоидам или прото-австралоидам, в Персидский залив и Индию, затем - на Андаманские острова и в Индонезию, а через 25 тыс. лет после исхода из Африки первые группы людей достигли берегов Австралии около 55 тыс. лет назад.
Исследование ДНК неандертальца из Денисовой пещеры показало, что восточные (алтайские) неандертальцы, возможно, скрещивались с анатомически современными людьми свыше 100 тысяч лет назад.
Анализ генома австралийского аборигена показал, что коренные австралийцы, а также горцы Новой Гвинеи происходят от древней волны мигрантов, проникших в Юго-Восточную Азию 75—62 тыс. лет назад и скрещивавшихся с денисовским человеком. Современные же азиаты происходят в основном от второй, более поздней волны переселенцев с запада, которые отделились от предков современных европейцев и заселили Азию около 38—25 тыс. лет назад, вытеснив и частично ассимилировав своих предшественников. Генетические исследования популяций Сахула в сравнении с исследованиями других современных человеческих популяций показали, что йоруба разделились с папуасами Новой Гвинеи около 90 тыс. лет назад, а с остальными евразийскими популяциями — 75 тыс. лет назад, что свидетельствует в пользу гипотезы о том, что исход из Африки происходил дважды — около 120 тыс. лет назад (xOoA) и около 80 тыс. лет назад (OoA). Время разделения папуасов и евразийских популяций - 40 тыс. лет назад — чуть ранее, чем время разделения западноевразийских и восточноазиатских популяций — 30 тыс. лет назад. Находка сапиенса возрастом 194—177 тыс. лет в израильской пещере Мислия позволяет предполагать и более ранний исход из Африки — 220 тыс. лет назад.
Понижение уровня мирового океана было причиной существования в ту эпоху большого массива суши (выступающего континентального шельфа), соединявшего нынешние Большие Зондские острова, который получил название Сунда. Новая Гвинея также представляла вместе с Австралией части единого континента Сахул и отделилась от Австралии проливом лишь 8 тыс. лет назад.
Другая часть людей из Сунды направилась на северо-восток, в Китай, где оставила цепь древних береговых стоянок. Кроме того, их потомки, ныне населяющие Индию, Китай, Индокитай, Японию и другие регионы, получили от своих предков митохондриальный гаплотип М. Одновременно часть людей, обитавших на Ближнем Востоке, продвигалась в Среднюю Азию, Сибирь и на Дальний Восток. Их потомки характеризуются митохондриальными гаплогруппами А, B и G, обособившимися около 50 тыс. лет назад.
Находка усть-ишимского человека c Y-хромосомной гаплогруппой К*(xLT) и митохондриальной гаплогруппой R, а также находка сопкаргинского мамонта показали, что уже 45 тыс. лет назад человек современного вида жил на территории Западной Сибири и Таймыра.
Остаётся неясным, где и когда разделились западные и восточные евразийцы. Предполагают, что восточные евразийцы жили  в Китае, может быть, в Монголии и на более южных территориях. Возможно, там они скрещивались с денисовцами, которые передали им часть своего генома. По данным генетиков, примерно 24-18 тыс. лет назад потомки восточных евразийцев, жившие в Приамурье и на Байкале, добрались до Северо-Восточной Сибири.

## РасселениеHomo sapiensв Европе
Предполагается, что в Европу Homo sapiens пришёл из Средней Азии и с Ближнего Востока не ранее, чем 45 тыс. лет назад, и её освоение заняло не менее 15 тыс. лет. Обитавшие здесь неандертальцы были постепенно замещены людьми современного типа. В противостоянии с коренными обитателями, которые жили в Европе 500 тыс. лет, на стороне пришельцев, известных как кроманьонцы, были более совершенная культура и социальное взаимодействие, они быстрее адаптировались к меняющимся условиям и быстрее размножались. Неандертальцы, хотя и лучше приспособленные к холодному климату и более сильные физически, в конце концов были вытеснены на периферию своего ареала, на Пиренейский полуостров, в горы Крыма и Карпаты. По данным  исследований, опубликованным в журнале Nature (2014 год),  неандертальцы вымерли между 39—41 тыс. лет назад, в течение нескольких тысяч лет после появления в Европе людей современного анатомического типа. Более поздние находки останков людей "неандертальского типа" очень редки и их сложно датировать с приемлемой точностью. В более поздний период, 39—35 тыс. лет назад, встречаются останки людей, имеющих переходные анатомические особенности, ближе к сапиенсам, чем к неандертальцам, что предполагает вероятную их гибридизацию.
В 2010 году, в результате расшифровки генома неандертальцев, удалось подтвердить версию о скрещивании неандертальцев с Homo sapiens. Это могло произойти минимум дважды, 100 и 50 тыс. лет назад. У разных популяций людей оказалось от 1 до 4% примеси неандертальских генов. Только у населения Африки южнее Сахары неандертальские гены отсутствуют.
Удалось реконструировать несколько волн миграций людей. Первая, оставившая наиболее заметный генетический след (частота встречаемости комплекса из 95 генов плавно понижается от районов Среднего Востока к месту обитания басков), соответствует экспансии неолитических земледельческих народов из мест зарождения земледелия (район Месопотамии) на север и запад Европы. Её датировка на основе генетических дистанций совпадает с археологическими датировками (6—9 тыс. лет назад).
Частота встречаемости другого комплекса генов наиболее высока на юге России и снижается как в направлении к северу, так и к югу от этой области. Этот след оставили миграции скотоводов-кочевников 4—6 тыс. лет назад. Предполагается, что именно тогда в Европу были принесены индоевропейские языки.
Изменение распространённости третьего комплекса генов соответствует экспансии греческой культуры в I тысячелетии до нашей эры.

## ПоявлениеHomo sapiensв Америке
Америка была впервые заселена потомками небольшой группы людей, проникших из Азии на Аляску около 22 тыс. лет назад. Сроки их проникновения остаются неясными, но все оценки указывают на последний ледниковый максимум, когда уровень моря был ниже современного и Сибирь соединялась с Аляской массивом суши, получившим название Берингия. Результаты последних генетических и археологических исследований показали, что всё коренное население Америки произошло всего лишь от не более 5000 индивидуумов, расселившихся 15 тыс. лет назад из Аляски, после отступления ледников, преграждавших им путь на юг.
Самой древней археологической культурой Америки считается культура Кловис, возникшая не позднее, чем 13 тыс. лет назад.  Дж. Гринберг и М. Рулен (идеи которых восприняты скептически большинством лингвистов) делили языки коренных обитателей Америки на три основных макросемьи: америндские, на-дене и эскимосско-алеутские, которые, по их мнению, соответствовали трём последовательным волнам миграций в Новый свет.

## Обратные миграцииHomo sapiensв Африку
В 2004 году Стивен Оппенгеймер в книге «Из Эдема» («Подлинная Ева») писал, что около 50 тыс. лет назад носители митохондриальной гаплогруппы U5 отправились с Анатолийского полуострова на северо-запад в Европу, а носители митохондриальной гаплогруппы U6 двинулись оттуда вдоль побережья Средиземного моря в Северную Африку, носители же митохондриальной гаплогруппы M1, согласно исследованию эстонских генетиков Томаса Кивисилда и Рихарда Виллемса, переправились через Красное море и прошли на территорию Африканского рога и Эфиопского нагорья во времена последнего ледникового периода. В 2016 году базальная гаплогруппа U6* была обнаружена у обитательницы румынской «Пещеры женщин», жившей 35 тыс. лет назад, что свидетельствует об обратной верхнепалеолитической миграции из Западной Евразии в Северную Африку около 40 тыс. лет назад.
В 2015 году стало известно об обратной миграции из Евразии в Африку представителей Y-хромосомной гаплогруппы E, после секвенирования генома обитателя эфиопской пещеры Мота, жившего 4500 лет назад. Время возвращения в Африку носителей митохондриальной гаплогруппы L3 оценивается в 70 тыс. лет назад, время прихода в Африку носителей Y-хромосомной гаплогруппы E оценивается в 65,5 ± 8,5 тыс. лет назад.
Около 5700—7300 лет назад (неолитический субплювиал) из Евразии в район озера Чад пришли носители Y-хромосомной гаплогруппы R1b-V88.